# شورای اسلامی شهر تهران
شورای اسلامی شهر تهران، ری و تجریش، شورایی متشکل از ۲۱ نفر است که با رأی مردم شهرهای تهران، ری و تجریش، برای تصمیم‌گیری در حوزه امور مربوط به شهرداری تهران انتخاب می‌شوند؛ نام این شورا تا دورهٔ چهارم شورای اسلامی شهر تهران بود و از آن جهت که تهران بزرگ شامل تهران، ری و تجریش، سه مرکز شهرستان است، نام این شورا از دوره پنجم تغییر یافت. این شورا، تنها شورای کشور است که در بیش از یک شهرستان (سه شهرستان تهران، شمیرانات و ری) نماینده دارد.
اکنون ساختمان شورای شهر تهران در خیابان بهشت ضلع جنوب پارک شهر تهران واقع شده‌است.

## تاریخچه
انجمن شهر تهران شورای شهر تهران در دوره پهلوی و نخستین شورای شهر ایران بود که اعضای آن توسط رای مستقیم مردم انتخاب می‌شدند. این انجمن انتخاب شهردار تهران را که توسط وزارت کشور تعیین می‌شد، رسمی می‌کرد. این شورا دارای ۳۰ عضو و ۱۲ کمیته با ۵ عضو بود و هر یک از اعضا می‌توانست در حداکثر دو کرسی حضور داشته باشد. اعضا هفته‌ای یک‌بار در جلسه علنی با حضور شهردار و روزنامه‌نگاران ملاقات می‌کردند.
نخستین انتخابات شورای اسلامی شهر تهران در سال ۱۳۷۷ برگزار شد و این شورا در ۹ اردیبهشت ۱۳۷۸ شکل گرفت. در سه دوره اول، این شورا دارای ۱۵ عضو اصلی و ۶ عضو علی‌البدل بود اما در دور چهارم شمار اعضا به ۳۱ نفر عضو اصلی و ۱۲ نفر عضو علی‌البدل افزایش یافت. هیئت‌رئیسه شورا شامل رئیس، نایب رئیس، دو نفر منشی و سخنگو می‌باشد. در نخستین دوره، عبدالله نوری و عباس دوزدوزانی، و در دوره‌های دوم، سوم و چهارم مهدی چمران ریاست این شورا را برعهده داشت؛ به استثنای سال نخست از دوره چهارم، که احمد مسجدجامعی ریاست آن را بر عهده داشت. در سال چهارم از دوره چهارم مهدی چمران رئیس، و مرتضی طلائی نایب رئیس شورای شهر تهران بود.

## اعضای کنونی
| #  | عضو                  | جناح    | حزب            | ائتلاف       | توضیحات  |
| -- | -------------------- | ------- | -------------- | ------------ | -------- |
| ۱  | مهدی چمران           | اصول‌گرا | —              | تهران سربلند | رئیس     |
| ۲  | پرویز سروری          | اصول‌گرا | جمعیت رهپویان  | تهران سربلند | نایب‌رئیس |
| ۳  | نرجس سلیمانی         | اصول‌گرا | —              | تهران سربلند |          |
| ۴  | حبیب کاشانی          | اصول‌گرا | آبادگران       | تهران سربلند | خزانه‌دار |
| ۵  | محمد آخوندی          | اصول‌گرا | —              | تهران سربلند |          |
| ۶  | ناصر امانی           | اصول‌گرا | پیشرفت و عدالت | تهران سربلند |          |
| ۷  | مهدی پیرهادی         | اصول‌گرا | —              | تهران سربلند |          |
| ۸  | مهدی بابائی          | اصول‌گرا | —              | تهران سربلند |          |
| ۹  | سید جعفر تشکری هاشمی | اصول‌گرا | —              | تهران سربلند |          |
| ۱۰ | سید احمد علوی        | اصول‌گرا | پیشرفت و عدالت | تهران سربلند |          |
| ۱۱ | مهدی اقراریان        | اصول‌گرا | نسل نو         | تهران سربلند |          |
| ۱۲ | مهدی عباسی           | اصول‌گرا | —              | تهران سربلند |          |
| ۱۳ | علیرضا نادعلی        | اصول‌گرا | جمعیت رهپویان  | تهران سربلند | سخنگو    |
| ۱۴ | احمد صادقی           | اصول‌گرا | —              | تهران سربلند |          |
| ۱۵ | سید محمد آقامیری     | اصول‌گرا | آبادگران جوان  | تهران سربلند |          |
| ۱۶ | میثم مظفر            | اصول‌گرا | جمعیت جانبازان | تهران سربلند |          |
| ۱۷ | زهرا شمس احسان       | اصول‌گرا | —              | تهران سربلند |          |
| ۱۸ | نرگس معدنی‌پور        | اصول‌گرا | —              | تهران سربلند |          |
| ۱۹ | علی‌اصغر قائمی        | اصول‌گرا | —              | تهران سربلند |          |
| ۲۰ | سوده نجفی            | اصول‌گرا | نسل نو         | تهران سربلند | منشی     |
| ۲۱ | جعفر بندی شربیانی    | اصول‌گرا | نسل نو         | تهران سربلند | منشی     |